# Maria Olaru
Maria Olaru (Fălticeni, 4 juni 1982) is een voormalig turnster uit Roemenië.
In 1999, werd Olaru wereldkampioen in zowel de landenwedstrijd als in de meerkamp.
Olaru won tijdens de Olympische Zomerspelen 2000 de gouden medaille in de landenwedstrijd en individueel de zilveren medaille in de meerkamp.

## Resultaten

### Olympische Zomerspelen
| Jaar | Plaats | Resultaten                       |
| ---- | ------ | -------------------------------- |
| 2000 | Sydney | landenwedstrijd meerkamp 6e balk |

### Wereldkampioenschappen
| Jaar | Plaats  | Resultaten                          |
| ---- | ------- | ----------------------------------- |
| 1999 | Tianjin | landenwedstrijd · meerkamp · sprong |

1928: Agsteribbe, Burgerhof, De Levie, Nordheim, Polak, Simons, Stelma, Van den Berg, Van den Bos, Van der Vegt, Van Randwijk, Van Rumt ·
1936: Bärwirth, Bürger, Frölian, Iby, Meyer, Pöhlsen, Schmitt, Sohnemann ·
1948: Honsová, Kovářová, Misáková, Müllerová, Růžičková, Šilhánová, Srncová, Veřmiřovská ·
1952: Gorochovskaja, Botsjarova, Minaitsjeva, Oerbanovitsj, Danilova, Sjamrai, Dzjoegeli, Kalintsjoek ·
1956: Manina, Latynina, Moeratova, Kalinina, Astachova, Jegorova ·
1960: Moeratova, Latynina, Astachova, Ljoechina, Ivanova, Nikolajeva ·
1964: Latynina, Astachova, Voltsjetskaja, Zamotajlova, Manina, Gromova ·
1968: Koetsjinskaja, Voronina, Petrik, Karasjova, Toerisjtsjeva, Boerda ·
1972: Toerisjtsjeva, Korboet, Lazakovitsj, Boerda, Saadi, Kosjel ·
1976: Filatova, Grozdova, Kim, Korboet, Saadi, Toerisjtsjeva ·
1980: Davydova, Filatova, Kim, Naimoesjina, Sjaposjnikova, Zacharova ·
1984: Szabo, Cutina, Păucă, Grigoraș, Stănuleț, Agache ·
1988: Baitova, Sjevtsjenko, Strazjeva, Lasjtsjenova, Boginskaja, Sjoesjoenova ·
1992: Boginskaja, Lysenko, Galijeva, Goetsoe, Groedneva, Tsjoesovitina ·
1996: Miller, Dawes, Strug, Moceanu, Phelps, Chow, Borden ·
2000: Răducan, Amânar, Olaru, Boboc, Isărescu, Presăcan ·
2004: Ban, Eremia, Ponor, Roșu, Șofronie, Stroescu ·
2008: Yang, Cheng, Jiang, Deng, He, Li ·
2012: Douglas, Maroney, Raisman, Ross, Wieber ·
2016: Biles, Douglas, Hernandez, Kocian, Raisman ·
2020: Achajmova, Listoenova, Melnikova, Oerazova ·
2024: Biles, Carey, Chiles, Lee, Rivera
- Gemeinsame Normdatei: 1112620850
- International Standard Name Identifier: 0000 0004 9670 9152
- Library of Congress Control Number: nb2017020601
- Virtual International Authority File: 5785147312832637970009
- WorldCat: E39PBJwxJTmWr4JWWj9tHk3WjC